# Lammsjön, Gästrikland
Lammsjön är en sjö i Sandvikens kommun i Gästrikland och ingår i Gavleåns huvudavrinningsområde. Sjön är 2 meter djup, har en yta på 0,061 kvadratkilometer och är belägen 83,2 meter över havet.